# Hyperboreae Undae
Le Hyperboreae Undae sono una struttura geologica della superficie di Marte.